# Software-Ökosystem
Ein Software-Ökosystem (engl. software ecosystem) beschreibt das Zusammenspiel zwischen Organisationen und Unternehmen auf einem geteilten Markt für Softwareentwicklung und (Web)-Services.
Hierbei stehen die Beteiligten in ihren Netzwerken und den dadurch gebildeten sozialen oder wirtschaftlichen Ökosystemen mit ihrem Interesse an Software im Mittelpunkt. Oft bildet eine gemeinschaftliche, technologische Plattform (z. B. Java) oder ein gemeinsamer Markt die Basis für geschäftliche Aktivitäten und eine Zusammenarbeit. Das Ökosystem ist durch den Austausch von Informationen, Ressourcen und Artefakten gekennzeichnet.

## Ökosysteme in der Geschäftswelt der IT und Softwareentwicklung
Schon seit den frühen 1990er Jahren wurden Strategien und Konzepte der Abhängigkeiten zwischen Unternehmen unter dem Begriff „business ecosystems“ diskutiert. Im Jahr 2003 veröffentlichten dann Messerschmitt und Szyperski ein Buch unter dem Titel Software Ecosystem und legten damit den Grundstein für die spezielle Verwendung im Umfeld der Softwareproduktion. Aus industrieller Sicht beschreibt ein Software-Ökosystem die Produktwelt eines führenden Technologieanbieters und aller in diesem Umfeld aktiven Zulieferer und Produzenten, die auf Produkten und Diensten dieses Schlüsselspielers aufbauen. Aus wissenschaftlicher Sicht gibt es Bestrebungen dieses System zu formalisieren, Slinger Jansen hat hierzu die Modelingssprache SEM (Software Ecosystem Modeling) entwickelt.

## Kritik
Richard Stallman (Begründer des GNU-Projekts, Aktivist für freie Software) kritisiert den Begriff, da seines Erachtens die Aspekte einer menschlichen Gemeinschaft vernachlässigt werden. Ethische Bewertungen werden seines Erachtens nicht abgegeben, sondern nur das Zusammenspiel vom Fressen und Gefressen werden, wird von einer neutralen Position begutachtet.